# Gabriela de la Cruz
Gabriela Isabel de la Cruz Brito (San Felipe, Yaracuy, 25 de octubre de 1999) más conocida como Gabriela de la Cruz, es una modelo y comunicadora social, ganadora del concurso de belleza Miss Supranational Venezuela 2019. Cruz representó a Venezuela en el Miss Supranacional 2019, resultando cuarta finalista.

## Vida y carrera

### Primeros años
Cruz nació en San Felipe, Yaracuy, Venezuela. Tiene una hermana menor y estudiante de Comunicación Social.

## Concursos de belleza
Gabriela incursionó en el mundo de los concursos de belleza desde muy temprano. En 2016 se convirtió en la Reina de la Feria de Mayo de San Felipe, representando al Municipio Peña.
Luego participaría el 30 de mayo de 2017 en el Miss Carabobo 2017, evento celebrado en el Hotel Vesperia de Valencia, posicionándose como una de las finalistas, con la aspiración de convertirse en una delegada del Miss Venezuela 2017.

### Miss Supranational Venezuela 2019
Posteriormente a ello, el 26 de junio de 2019, Gabriela portando la banda del municipio Valencia gana el Miss Earth Carabobo 2019, convirtiéndose así en una de las candidatas oficiales tanto para el Miss Earth Venezuela como para el inaugural Miss Supranational Venezuela. En ambas oportunidades, Cruz representó al estado Carabobo.
El 22 de agosto de 2019, en el Centro Cultural Chacao en Caracas fue coronada por su antecesora, Nariman Battikha, como Miss Supranacional Venezuela 2019. El cuadro de honor estuvo compuesto por la primera finalista, Ivana Rodríguez, Miss Supranational Distrito Capital y por María Laura López, Miss Supranational Táchira, quien fuera la segunda finalista.
Al haber ganado el título como Miss Supranational Venezuela, Cruz no participó en Miss Earth Venezuela 2019, quedando vacante la banda del estado Carabobo en dicha competencia.

### Miss Supranacional 2019
Gabriela representó a Venezuela en el certamen Miss Supranacional 2019, que se realizó el 6 de diciembre de 2019 en el Centro Internacional de Congresos de Katowice, en Katowice, Polonia en donde finalizó como 4.ª finalista. Esta es la posición más alta conseguida por Venezuela desde Valeria Véspoli en 2016 como 1.ª finalista.

## Cronología
| Predecesor: Diana Romero        | Miss Supranacional 4.ª Finalista 2019 | Sucesor: TBA               |
| Predecesor: Nariman Battikha    | Miss Supranational Venezuela 2019     | Sucesor: Valentina Sánchez |
| Predecesor: Katherine Rodríguez | Miss Earth Carabobo 2019              | Sucesor: TBA               |